# Theresienstadt (stad)
Theresienstadt (Tsjechisch: Terezín) is een vestingstad in de Tsjechische regio Ústí nad Labem. Theresienstadt ligt aan de oever van de Eger op 150 meter hoogte. De stad diende in de Tweede Wereldoorlog als concentratiekamp.

## Geschiedenis
Aan het einde van de 18e eeuw werd de vesting Theresienstadt gesticht door keizer Jozef II. Hij noemde de stad naar zijn moeder, Maria Theresia.
De bouw begon in het jaar 1780 en duurde tien jaar. De totale oppervlakte van het fort was 3,98 vierkante kilometer. Dat is precies de oppervlakte die de gemeente nu nog steeds heeft. Het fort werd ontworpen in de stijl van Sébastien Le Prestre de Vauban, en bestaat uit een "grote" vesting (woongedeelte) en een "kleine" vesting (militair gedeelte waar tegenwoordig een museum gevestigd is). Normaal gesproken was Theresienstadt de basis van 5.655 soldaten, maar in tijden van oorlog konden zelfs 11.000 soldaten in het fort worden geplaatst.
Hoewel de bevolking tot in de eerste helft van de negentiende eeuw hoofdzakelijk Duitstalig was, kwamen er steeds meer Tsjechen in de stad wonen. Toch duurde het tot aan het eind van de negentiende eeuw voordat er een Tsjechische basisschool mocht komen. 
In de tweede helft van de 19e eeuw werd de kleine vesting wel gebruikt als gevangenis. Terezín werd tijdens oorlogen niet gebruikt als garnizoensstad. In de laatste helft van de 19e eeuw diende het fort als een gevangenis. Tijdens de Eerste Wereldoorlog deed het fort dienst als krijgsgevangenenkamp, waar ook de moordenaar van Frans Ferdinand, Gavrilo Princip tot 1916 werd opgesloten. 

## Tweede Wereldoorlog
In de Tweede Wereldoorlog gebruikten de nazi's Theresienstadt als concentratiekamp terwijl het Kleine Fort als gevangenis en als hoofdkwartier door de Gestapo in gebruik werd genomen. In 1942 werd de grote vesting ontruimd, de bevolking verjaagd en de stad tot één groot joods Getto gemaakt.

## Herbevolking
In juni 1946 keerden de eerste Tsjechen terug naar de stad. Tegenwoordig wordt alles gerestaureerd in Theresienstadt en is het de bedoeling van het gemeentebestuur om een klein universiteitsstadje te ontwikkelen.

## Partnersteden
- Dębno (Polen)
- Strausberg (Duitsland)

## Galerij

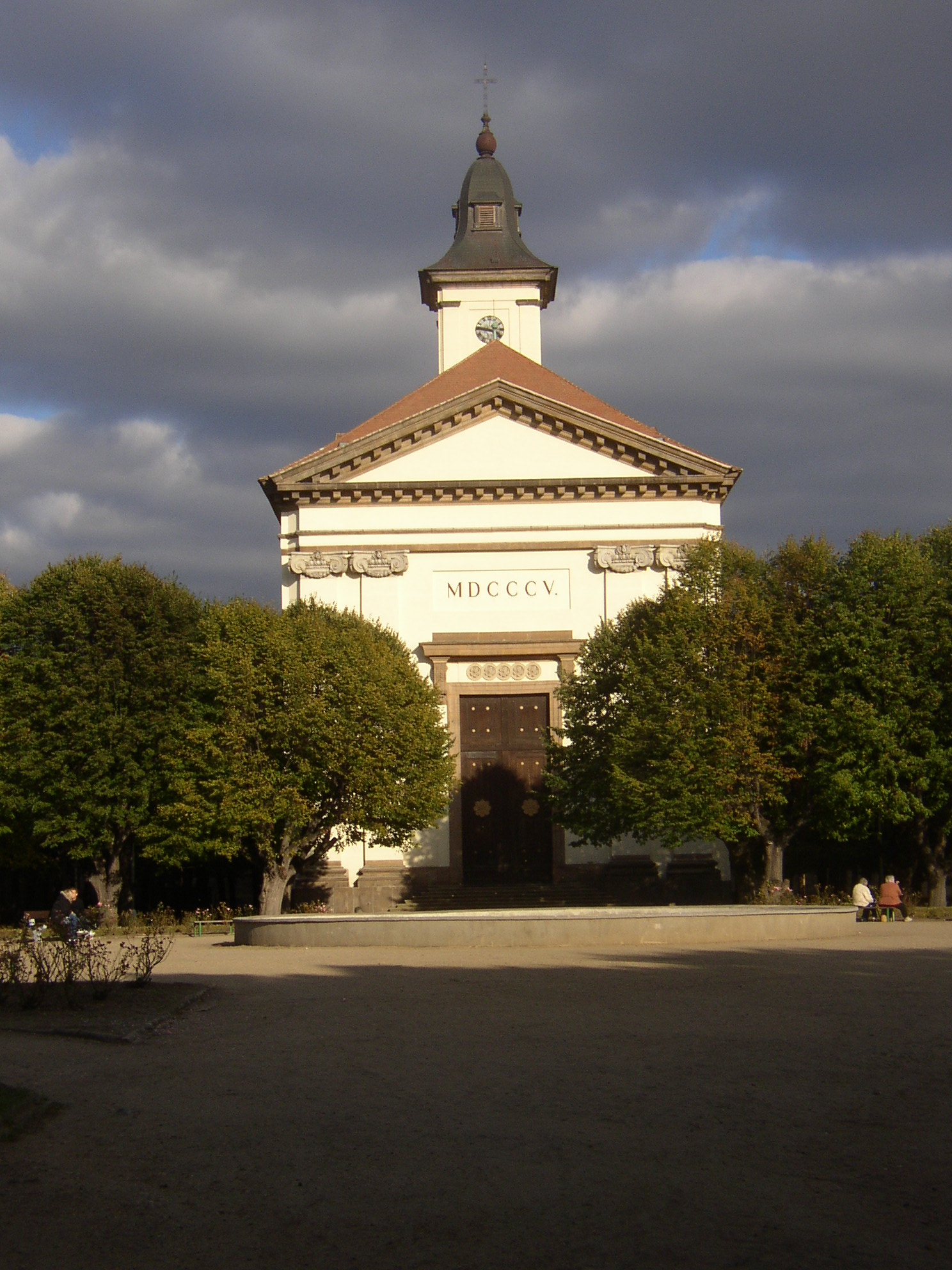
Garnizoenskerk van de Verrijzenis
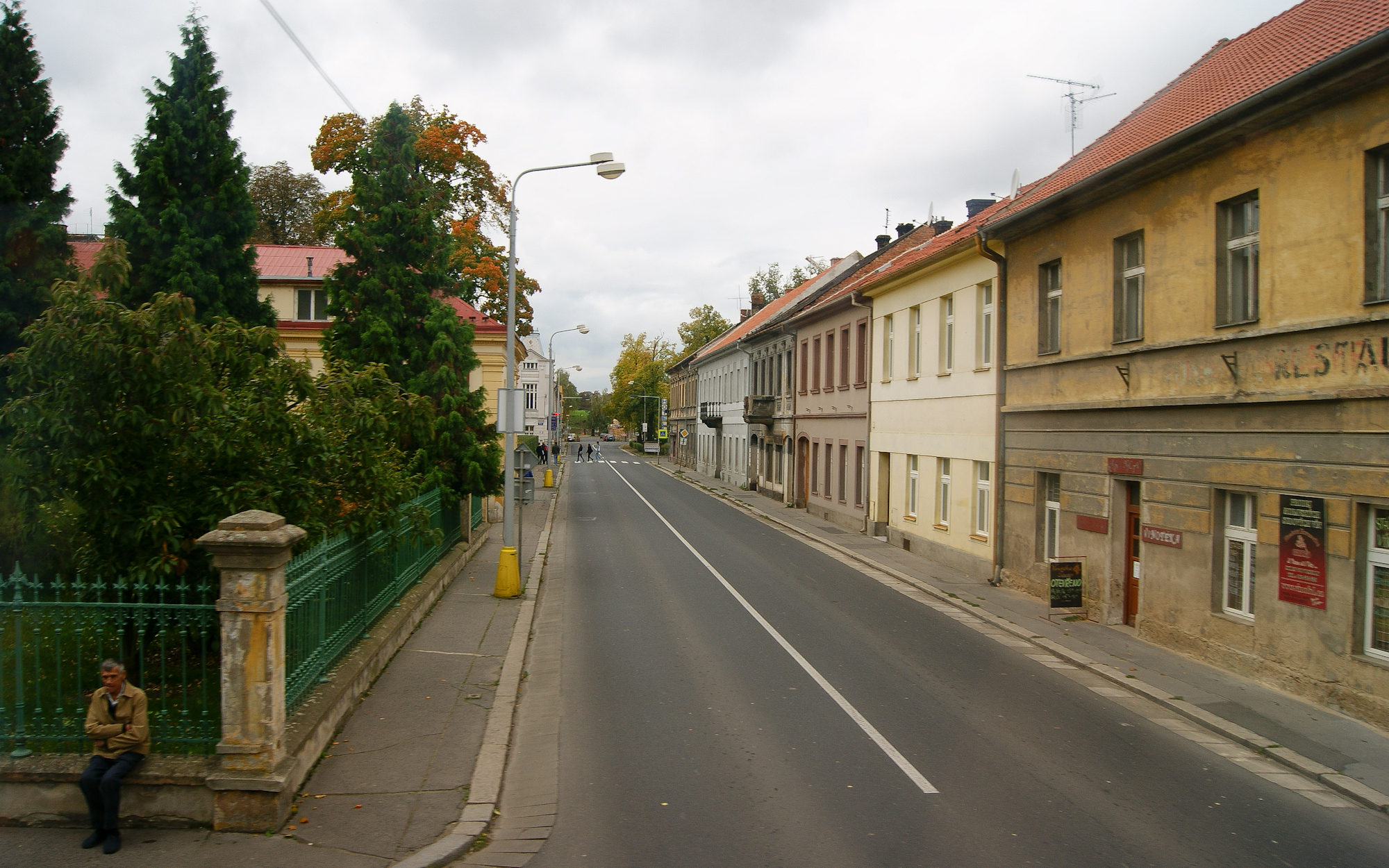
Straat in Terezín
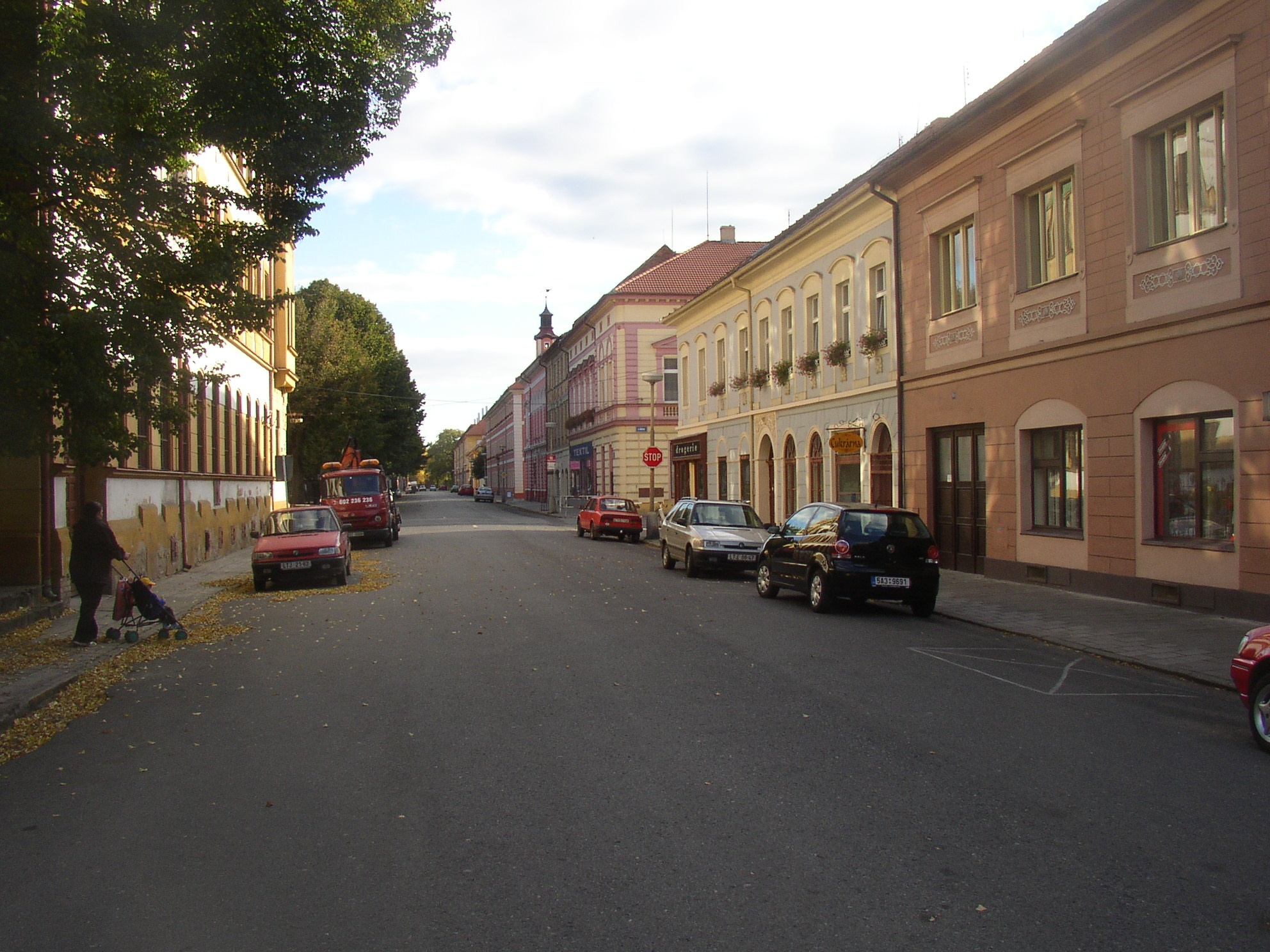
Straat in Terezín
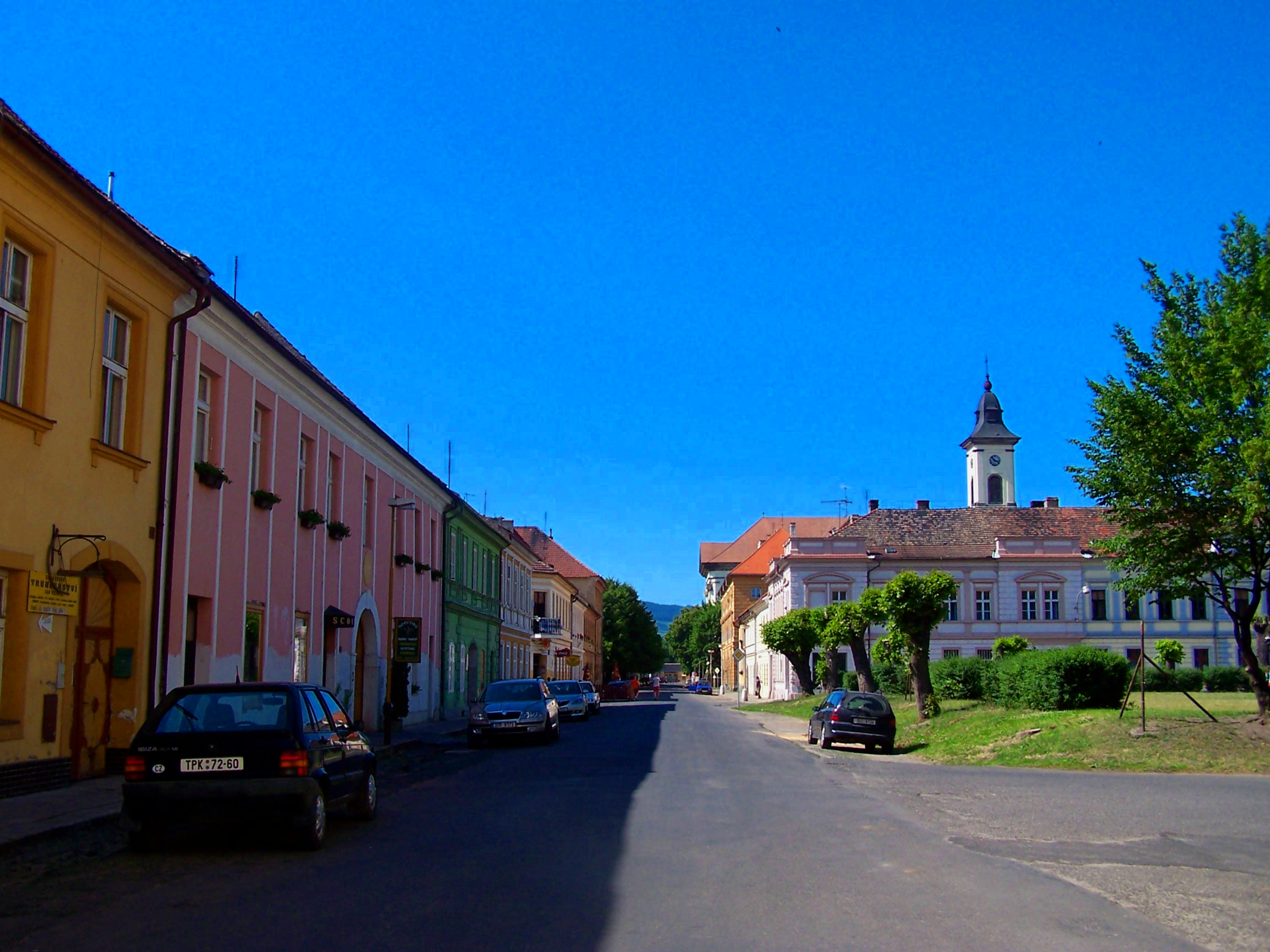
Straat in Terezín

Bechlín ·
Bohušovice nad Ohří ·
Brňany ·
Brozany nad Ohří ·
Brzánky ·
Bříza ·
Budyně nad Ohří ·
Býčkovice ·
Ctiněves ·
Černěves ·
Černiv ·
Černouček ·
Čížkovice ·
Děčany ·
Dlažkovice ·
Dobříň ·
Doksany ·
Dolánky nad Ohří ·
Drahobuz ·
Dušníky ·
Evaň ·
Hlinná ·
Horní Beřkovice ·
Horní Řepčice ·
Hoštka ·
Hrobce ·
Chodouny ·
Chodovlice ·
Chotěšov ·
Chotiměř ·
Chotiněves ·
Chudoslavice ·
Jenčice ·
Kamýk ·
Keblice ·
Klapý ·
Kleneč ·
Kostomlaty pod Řípem ·
Krabčice ·
Křesín ·
Křešice ·
Kyškovice ·
Levín ·
Lhotka nad Labem ·
Liběšice ·
Libkovice pod Řípem ·
Libochovany ·
Libochovice ·
Libotenice ·
Litoměřice ·
Lkáň ·
Lovečkovice ·
Lovosice ·
Lukavec ·
Malé Žernoseky ·
Malíč ·
Martiněves ·
Michalovice ·
Miřejovice ·
Mlékojedy ·
Mnetěš ·
Mšené-lázně ·
Nové Dvory ·
Oleško ·
Píšťany ·
Ploskovice ·
Podsedice ·
Polepy ·
Prackovice nad Labem ·
Přestavlky ·
Račice ·
Račiněves ·
Radovesice ·
Rochov ·
Roudnice nad Labem ·
Sedlec ·
Siřejovice ·
Slatina ·
Snědovice ·
Staňkovice ·
Straškov-Vodochody ·
Sulejovice ·
Štětí ·
Terezín ·
Travčice ·
Trnovany ·
Třebenice ·
Třebívlice ·
Třebušín ·
Úpohlavy ·
Úštěk ·
Vědomice ·
Velemín ·
Velké Žernoseky ·
Vchynice ·
Vlastislav ·
Vražkov ·
Vrbice ·
Vrbičany ·
Vrutice ·
Záluží ·
Žabovřesky nad Ohří ·
Žalhostice ·
Židovice ·
Žitenice